# 8243 Devonburr
8243 Devonburr este un asteroid din centura principală de asteroizi.

## Descriere
8243 Devonburr este un asteroid din centura principală de asteroizi. A fost descoperit pe 30 septembrie 1975 la Observatorul Palomar de Schelte J. Bus. Asteroidul prezintă o orbită caracterizată de o semiaxă mare de 2,59 ua, o excentricitate de 0,14 și o înclinație de 8,5° în raport cu ecliptica.